# Valle de Sofía
El Valle de Sofía (en búlgaro: Софийска котловина, Sofiyska kotlovina, o bien Софийско поле, Sofiysko pole) es un valle en el centro oeste de Bulgaria, que bordea Stara Planina en el noreste, el Viskyar, Lyulin, y las montañas Vitosha y Lozen hacia el suroeste, la montaña Vakarel hacia el sureste y Slivnitsa hacia el noroeste.
Después de que la parte inferior del valle se formó la corriente del río Iskar estuvo bloqueada y todo el valle se convirtió en un lago, provocando que los suelos se volviesen arenosos y arcillosos, y ahora estos cubren la mayor parte del valle. 